# Kellergasse

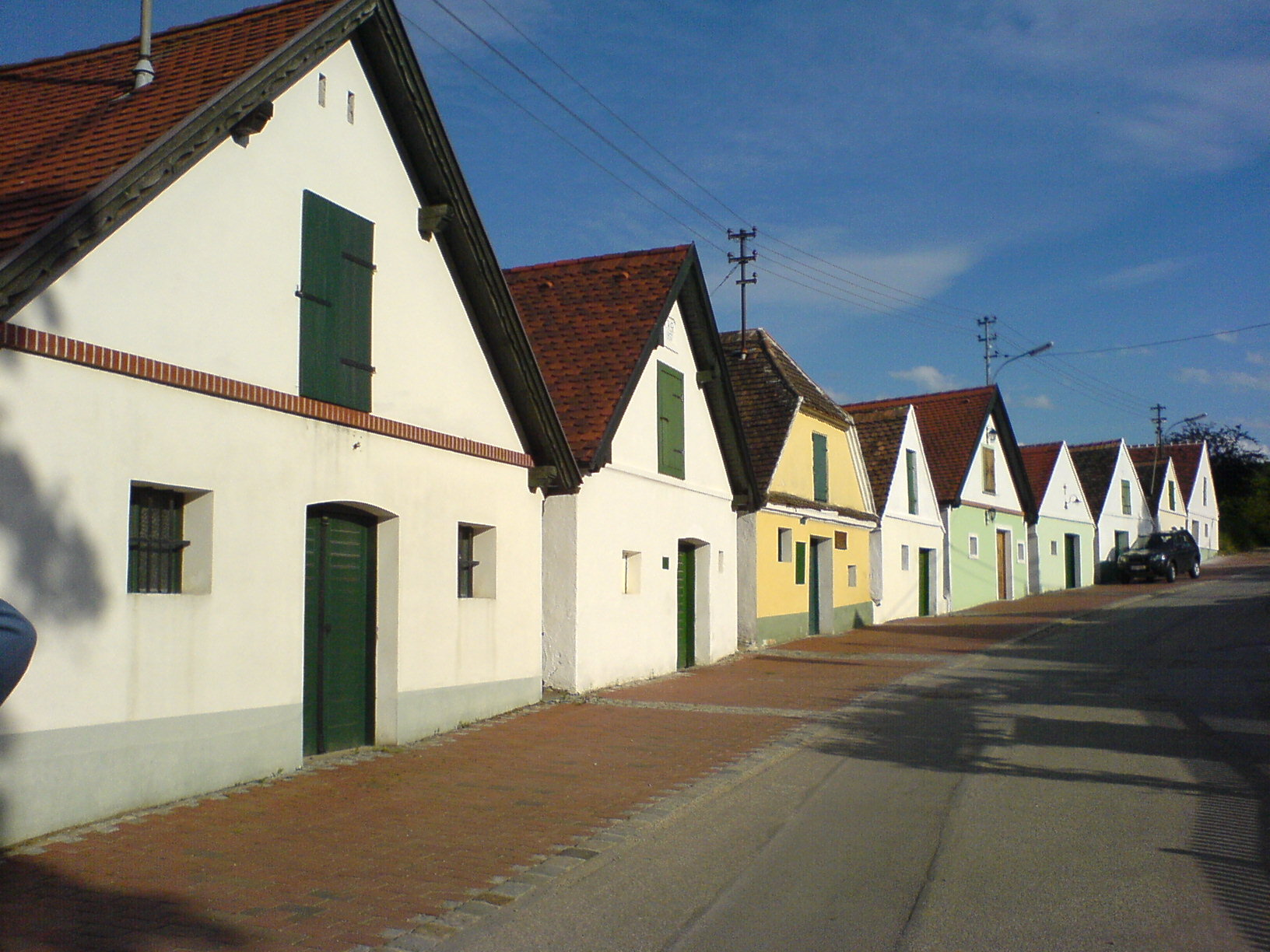
Kellergasse in Falkenstein, Niederösterreich

Der Begriff Kellergasse, auch Kellertrift, wird vorwiegend in Österreich verwendet und bezeichnet die besonders in Weinbauregionen oftmals als Hohlweg ausgebildete Gasse, an der sich die Weinkeller und Presshäuser befinden. In einigen Fällen befinden sich die Keller nicht entlang einer Straße, sondern in Haufenform außerhalb einer Ortschaft, hier spricht man von Kellerviertel.

## Allgemeines

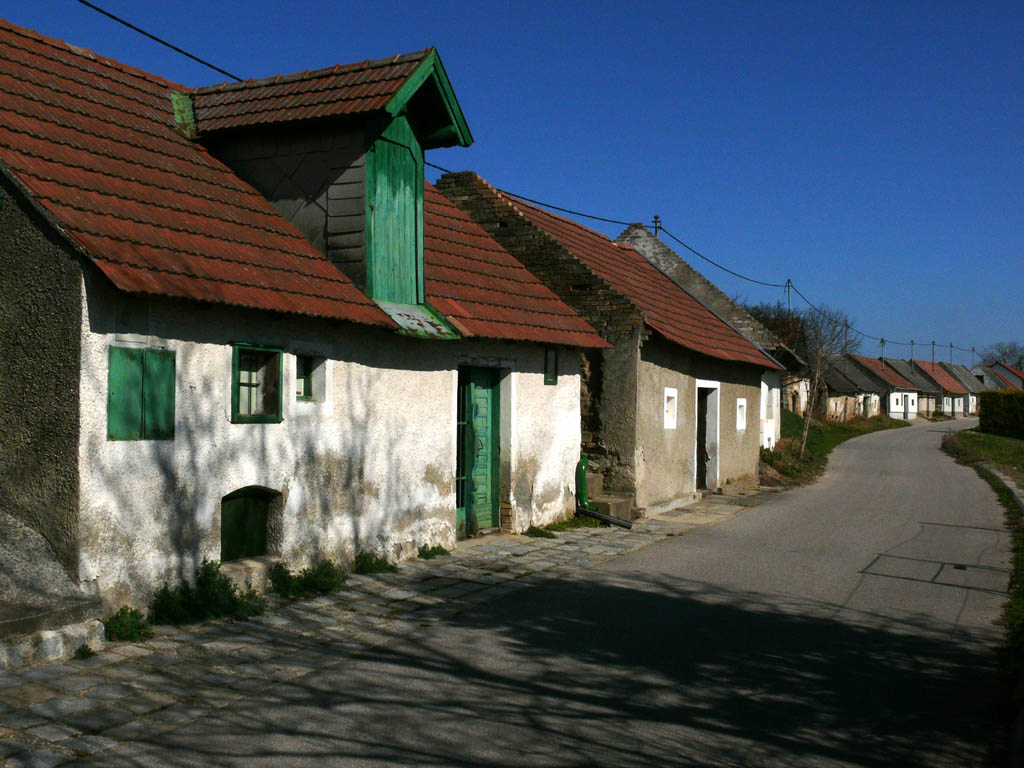
Kellergasse in Groß-Engersdorf, Niederösterreich

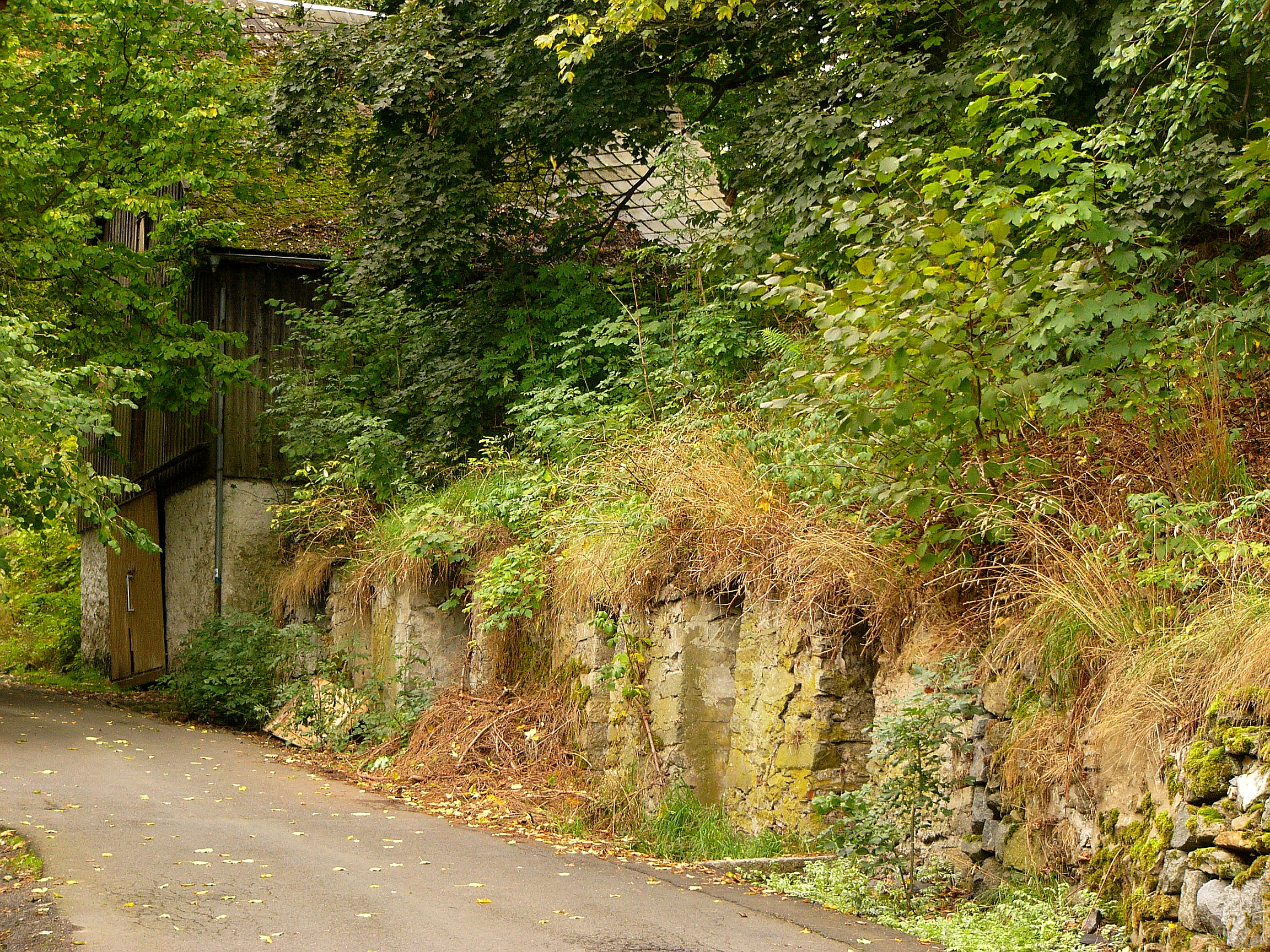
Denkmalgeschützte Felsen-Kellergasse in Marktredwitz, Fichtelgebirge

Man unterscheidet Kellergassen, in denen sich die Keller nur auf einer Seite des Weges befinden (einzeilige Kellergasse) und solche (oftmals in Hohlwegen) mit Kelleranlagen auf beiden Seiten des Weges (zweizeilige Kellergasse). Im Volksmund wird die Kellergasse oftmals auch als „Dorf ohne Rauchfang“ bezeichnet.
Die Kellergassen gibt es fast ausschließlich im Weinviertel (der nordöstliche Teil Niederösterreichs) und den angrenzenden Gebieten in Tschechien sowie im Burgenland, dem Grenzgebiet in Ungarn, sowie in Franken vereinzelt in Slowenien. Anderswo findet man sie nur äußerst selten. In den einzelnen Kellern treffen einander häufig die Winzer zu einem Umtrunk und/oder um den Fortschritt der Vinifizierung und die Qualität des Weines zu prüfen. Frauen fand man in den Kellern früher meistens nur während der Weinlese. Mittlerweile hat sich das Berufsbild geändert und es gibt immer mehr namhafte Winzerinnen.
Kleinere, meist jahrhundertealte Kelleranlagen wurden in den Weinanbaugebieten häufig außerhalb des Ortes in den Berg getrieben. Die oft dicht nebeneinander liegenden Anlagen haben in der Regel ein knapp unter Erdniveau liegendes Presshaus. Dieses wird durch einen sogenannten Kellerhals mit dem weiter hinten liegenden eigentlichen Lagerkeller verbunden.
In Gebieten mit vorherrschendem Lössboden sind die Kellergassen meist als steilwandige Hohlwege ausgebildet. Zur Gasse hin sind nur die Kellereingänge sichtbar. In Löss oder ähnlich gut bearbeitbaren Böden werden bei Um- oder Ausbauarbeiten auch teilweise Erdställe entdeckt.
Die Kellergassen und ihre Presshäuser stellen erhaltenswertes Kulturgut dar. Daher stehen viele Presshäuser unter Denkmalschutz.
In den Kellergassen befinden sich häufig auch kleinere Weinstuben und Pensionen. Die Weinfeste in den Kellergassen sind auch über die Grenzen von Österreich hinaus bekannt.
Personen, die Touristen durch Kellergassen führen, werden Kellergassenführer genannt. Die Ausbildung zum Kellergassenführer geht auf eine regionale Initiative im niederösterreichischen Weinviertel zurück und erfolgt in sechs Modulen, wobei die Themen Architektur, Tourismus, Wein, Geschichte, Kommunikation und Praxis gelehrt werden.  Der erste Lehrgang wurde im Jahr 2000 abgehalten.

## Geschichte und Entstehung
Die Geschichte der Kellergassen in der heutigen Form beginnt etwa im 17. Jahrhundert, auch wenn es separate Orte zum Pressen und Lagern von Wein schon gab, seit es den Weinbau gibt.
Im antiken Rom waren die Vorläufer unserer Kelterhäuser, in denen die Trauben gepresst werden, unter den Namen „torcularia“ oder „calcatoria“ bekannt. Die Lagerung erfolgte in „celleae vinariae“, Vertiefungen mit Holzplanken, in welchen Amphoren mit bis zu 30 Liter Inhalt bis zum Hals in Erdreich eingegraben wurden. Tacitus berichtet von unterirdischen Vorratsräumen bei den Germanen, in denen Wein gelagert wurde. Bis um das Jahr 800 waren derartige Vorrats- und Wirtschaftsräume zumeist aus Holz errichtet, erst später lösten diese nach und nach in Stein ausgeführte unterirdische Vorratsräume ab.
Weil Presshäuser und die Herstellung von Wein jahrhundertelang Klöstern und der Obrigkeit vorbehalten waren, befanden sich im Mittelalter bis in die Neuzeit Lesehäuser und große Zehentkeller vorwiegend in Klöstern und Städten sowie in der Nähe der herrschaftlichen Weingärten. Im Jahre 885 wurde erstmals ein Presshaus als Teil eines Hofes im Zuge einer Stiftung bei Krems urkundlich erwähnt. Für den nach Eigenbedarf produzierten Wein waren eigene Lagerräume nicht erforderlich.
Die Bauern erhielten nach dem Dreißigjährigen Krieg mehr Rebflächen und benötigten neue Lagerkapazitäten. Bis zum Jahre 1800 wurden immer häufiger Weinkeller angelegt und es entwickelten sich allmählich ganze Kellergassen mit ihren heute bekannten Weinkellern.

## Kellergassen in Österreich

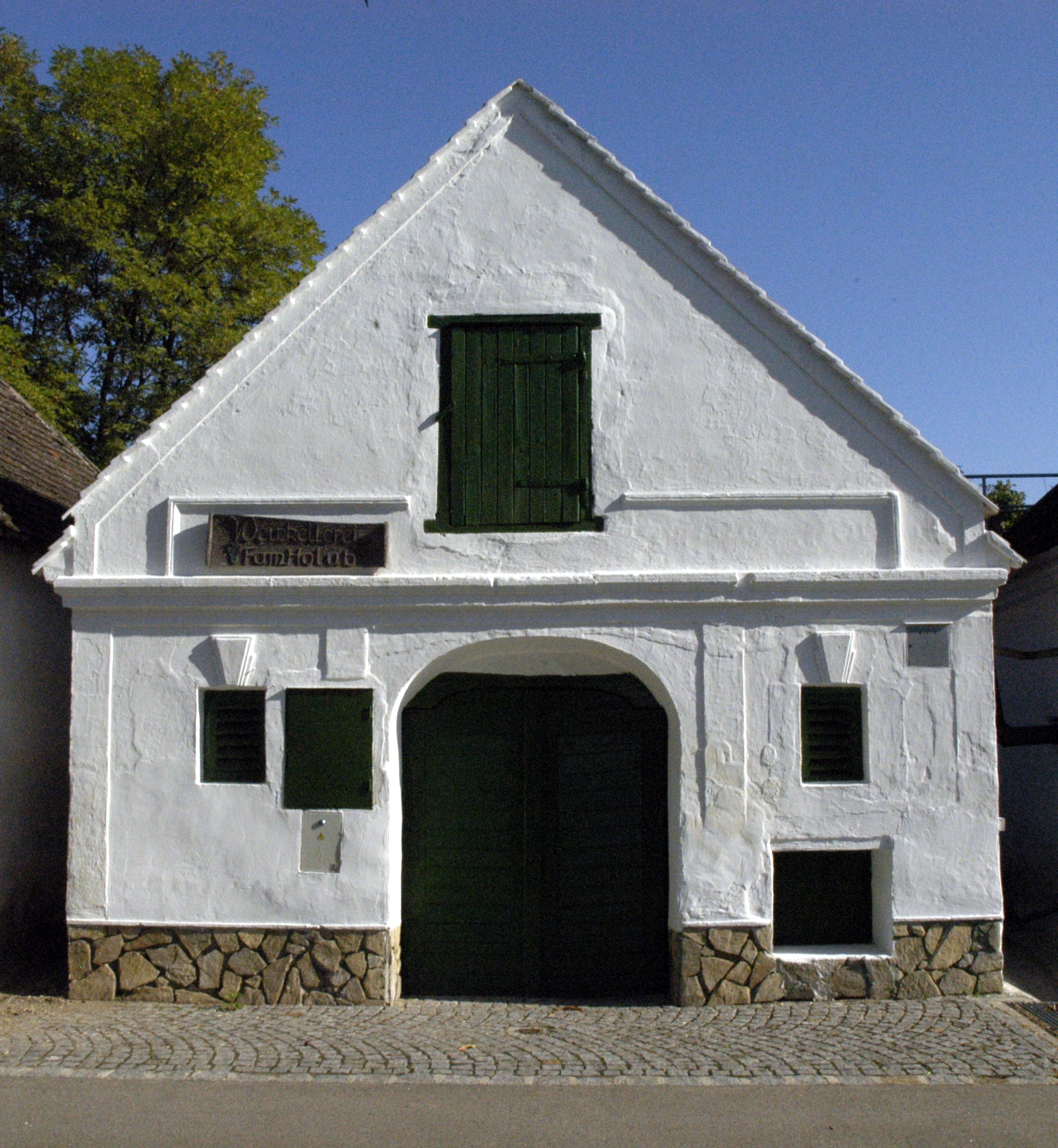
Denkmalgeschütztes Presshaus in der Kellergasse „Zipf“ in Mailberg

### Burgenland

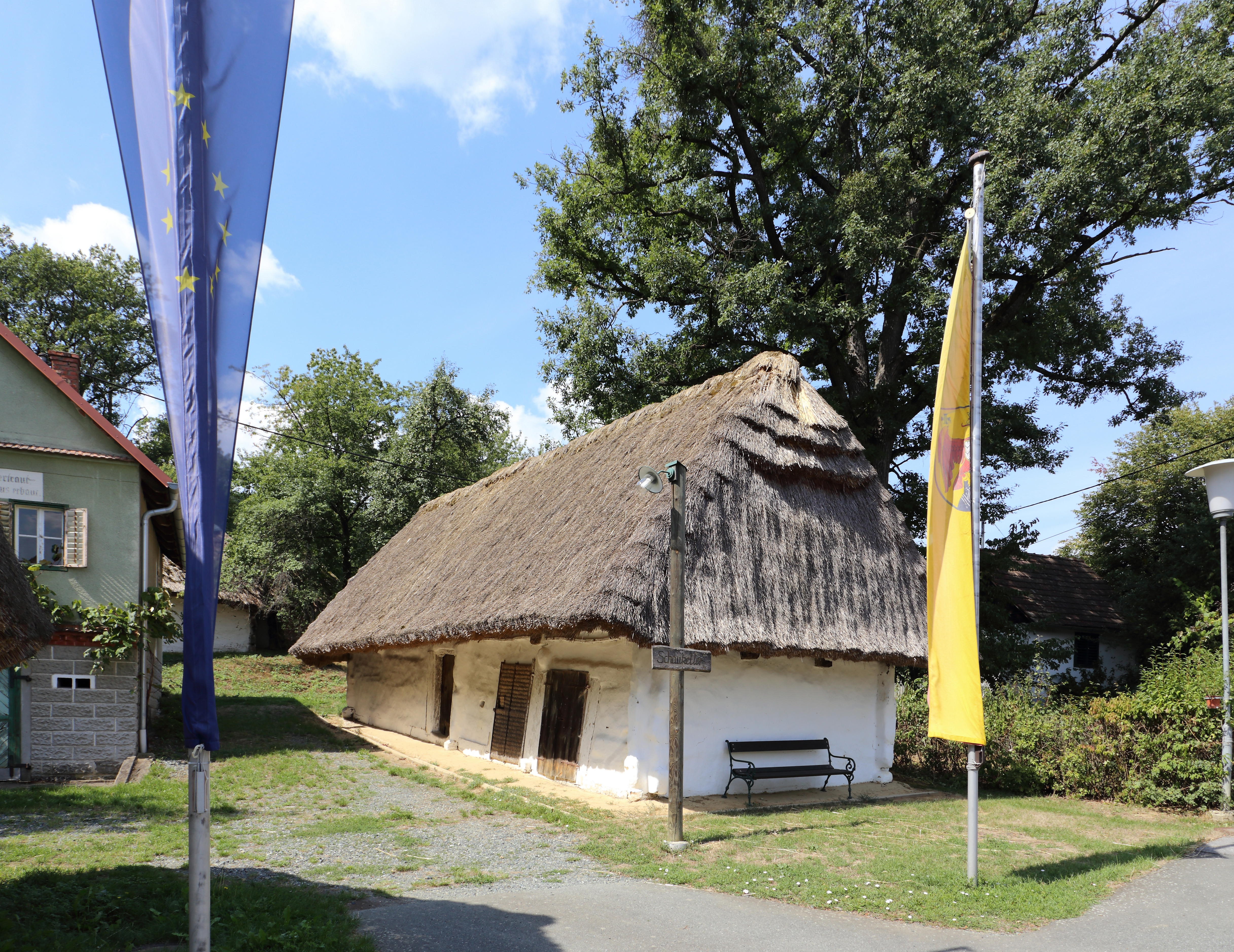
Der Schaukeller des Kellerviertels in Heiligenbrunn

Für das Burgenland sind eher Kellerviertel als Kellergassen typisch. Kellergassen befinden sich hauptsächlich im Norden (im Bezirk Neusiedl am See, der landschaftlich in das angrenzende Niederösterreich übergeht), allerdings hat auch das im äußersten Norden gelegene Edelstal ein Kellerviertel. Bekannte Kellergassen sind etwa in Purbach am Neusiedler See oder in Breitenbrunn am Neusiedler See mit dem im Jahre 1866 vom Chirurgen Anton Drach erbauten „Drachkeller“, der eine umfangreiche Ausstellung beherbergt. Ein bekanntes Kellerviertel liegt in Heiligenbrunn, wo auf etwa 2 Kilometer mehr als 100 Keller unter Denkmalschutz stehen (siehe Liste der denkmalgeschützten Objekte in Heiligenbrunn). Kellergassen bzw. Kellerviertel kommen im Burgenland in zwei separaten Regionen vor: einerseits in der Gegend des Neusiedler Sees, andererseits im Südburgenland (Bezirke Oberwart und Güssing).
Oft handelt es sich bei den Gebäuden der burgenländischen Kellergassen lediglich um Presshäuser ohne Zugang zu einem Lagerkeller, wie etwa in Heiligenbrunn.

### Niederösterreich
In Niederösterreich gibt es etwa 1100 Kellergassen in 181 Gemeinden. Bekannte Kellergassen im Weinviertel sind beispielsweise die Öhlbergkellergasse in Pillersdorf, der Zipf in Mailberg, wo 21 nebeneinander liegende Presshäuser unter Denkmalschutz stehen (siehe Liste der denkmalgeschützten Objekte in Mailberg) und die Gstetten in Poysdorf. Um die Erhaltung der Kellergasse attraktiver zu gestalten, wird jedes Jahr eine Kellergasse des Jahres erkoren. Als längste zusammenhängende Kellergasse der Welt bezeichnet sich jene in Hadres mit einer Länge von 1600 Metern und 400 Kellern und Presshäusern.
Siehe auch: Alle Kellergassen auf einen Blick ( Karte mit allen Koordinaten: OSM)

### Oberösterreich
Eine Kellergasse mit 26 Erdkellern in einem Hohlweg gibt es in Raab, siehe Kellergröppe Raab.

### Steiermark
Kellergassen wie in Fehring und Glanz an der Weinstraße zeugen von uralter Weinbautradition im südoststeirischen Hügelland.

## Kellergassen in Tschechien (Südmähren)
In der Gemeinde Nový Šaldorf-Sedlešovice gibt es zwei Kellergassen, Weinkeller mit Barockgiebeln findet man in Pavlov u Dolních Věstonic. Die Keller in Bořetice sind in zwei „Hauptgassen“ (Horní und Dolní Frejd) angeordnet, schließlich gibt es auch eine Kellergasse in Prušánky.
Siehe auch: Listen der Kellergassen in den Weinregionen Mikulov, Slovácko, Velké Pavlovice und Znojmo

## Kellergassen in Ungarn
Kellergassen findet man im Westen (Ponzichter-Keller) und im Süden (Donauschwaben) Ungarns, so etwa in Villány, Pécs oder in Sátoraljaújhely.

## Kellergassen in Deutschland

### Franken

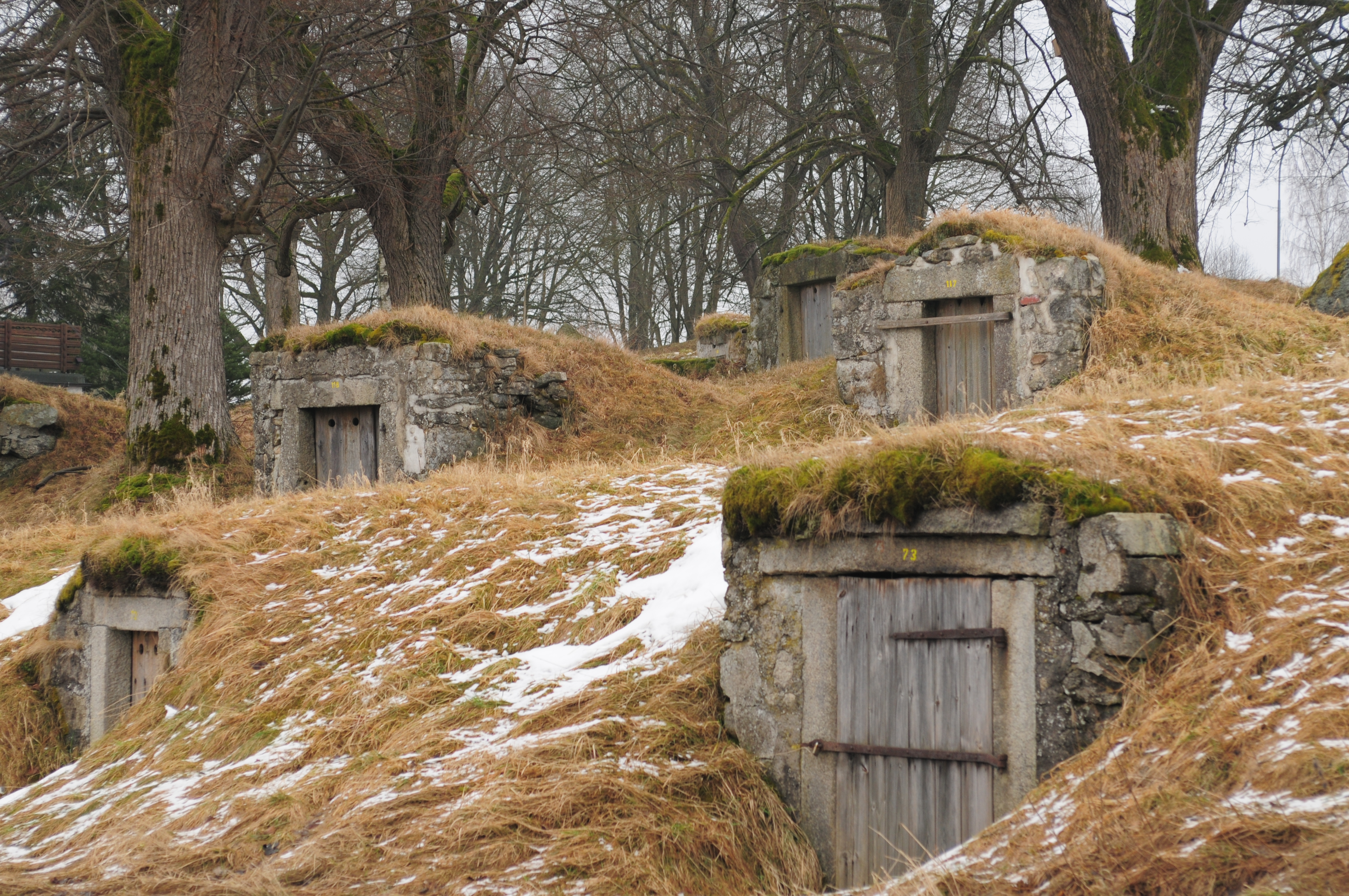
Felsenkeller in Weißenstadt

Kellergassen stellen ein Charakteristikum Frankens dar. Regionale Verbreitungsschwerpunkte in Bayern liegen in Ober-, Unter- und Mittelfranken. Das bayerische Zentrum der Kellergassen befindet sich im Dogger- und Sandsteinkeupergebiet. Die Anlage von Kellergassen war jedoch nicht zwingend an diese geologische Formation gebunden. Beispielsweise sind im Weißenstädter Raum bemerkenswerte Kelleranlagen mit ehemals über 200 Einzelkellern gelegen. Die Weißenstädter Kellerwelt befindet sich im Granitgestein des Fichtelgebirges. Gut ausgebildete Kellergassen sind zudem in Deusdorf und Priegendorf im Landkreis Bamberg erhalten. Am Ortsrand von Unterhaid wurde eine der größten und besterhaltenen Kellergassen Frankens wiederhergestellt.
Aus zahlreichen Einzelkellern bestehende Kellergassen wurden bevorzugt an Steilhängen bei Hohlwegen oder an Prallhängen von Fließgewässern angelegt. Dabei wurde die sonnenabgewandte Nordseite der Hänge präferiert und mit Laubbäumen zur besseren Beschattung bepflanzt. Vorwiegend wurden Linde (Tilia) und Rosskastanie (Aesculus hippocastanum), gelegentlich auch Gewöhnliche Robinie (Robinia pseudoacacia) und Echte Walnuss (Juglans regia) verwendet. Die in Sandstein oder Ziegelmauerwerk eingefassten Eingänge zeichneten sich durch eine rechteckige oder rundbogige Formgestaltung aus.
Die fränkischen Kellergassen umfassen oft bis zu 50 Einzelkeller und wurden zur Lagerung von Obst, Gemüse, Fleisch sowie Bier und Wein errichtet. Die Lebensmittel blieben durch die gleichmäßig niedrige Temperatur zwischen 6 und 10 Grad Celsius in den Kellern ganzjährig länger haltbar. Die zunehmende Verwendung von Kartoffeln als Hauptnahrungsmittel der fränkischen Küche schuf den Bedarf an kühleren Lagerungsstätten. Daneben spielte auch die Umstellung des Brauwesens auf lagerfähiges untergäriges Bier eine entscheidende Rolle für die Notwendigkeit von Felsenkellern. Die lagerungsfähigeren Biere waren bei entsprechender Lagerung bis zu zehn Monate haltbar. Im Bamberger Raum sowie im Umfeld von Forchheim und Erlangen war die Anlage von Felsenkellern eng mit dem Brauwesen, meist bäuerlichen Hausbrauereien verbunden.
Der aufwändige Bau der Kelleranlagen war bis in das 18. Jahrhundert in den ländlich gelegenen Orten Frankens unwirtschaftlich. Daher entstanden die Felsenkeller in diesen Regionen meist erst im 19. Jahrhundert. In Weißenstadt im Landkreis Wunsiedel wurden bereits im Spätmittelalter Felsenkeller im Zuge des Bergbaus im Fichtelgebirge errichtet. Während des Dreißigjährigen Krieges wurden sie zudem als Zufluchtsstätten erbaut. Viele Keller der Wohnhäuser waren noch in der Neuzeit in den historischen Ortskernen miteinander verbunden.

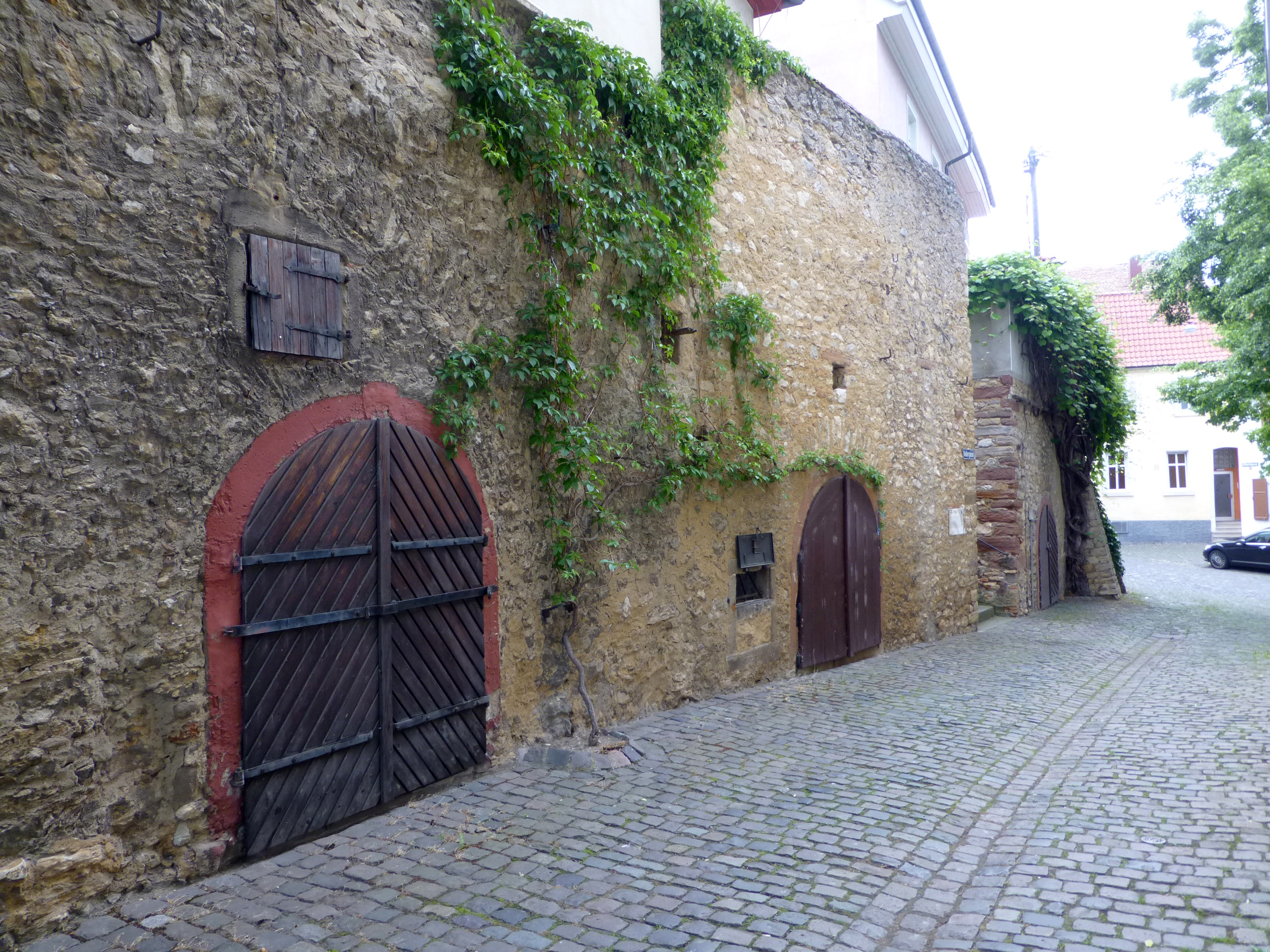
Westhofener Kellergasse im Landkreis Alzey-Worms in Rheinland-Pfalz

Nach dem Zweiten Weltkrieg wurden viele Felsenkeller aufgelassen. Der Kühlschrank übernahm ihre Funktion. Über die Hälfte der fränkischen Felsenkeller ist im Verfall begriffen. Illegale Müllablagerungen beeinträchtigen oft das Erscheinungsbild der historischen Kulturlandschaftselemente.

### Rheinhessen
Auch in Rheinhessen gibt es ähnliche Weinbaukelleranlagen, beispielsweise den Guntersblumer Kellerweg und die Westhofener Kellergasse.

## Trivia
Kellergassen im Pulkautal dienten als Schauplatz in den Polt-Romanen von Alfred Komarek.

## Film
- Kellergassen in Niederösterreich, Dokumentation von Georg Riha (2014)[10]